# ایبانیتو، پورتوریکو
ایبانیتو، پوئرتو ریسو (به انگلیسی: Aibonito, Puerto Rico) یک سکونتگاه مسکونی در ایالات متحده آمریکا است که در پورتوریکو واقع شده‌است.

## خصوصیات
ایبانیتو ۲۶٬۴۹۳ نفر جمعیت دارد و ۷۳۱ متر بالاتر از سطح دریا واقع شده‌است.